# جيري تشاندا
جيري تشاندا هو سياسي زامبي، ولد في 28 أبريل 1946. نشط حزبياً في Patriotic Front (Zambia) ‏. وقد انتخب عضو الجمعية الوطنية في زامبيا ‏.